# Francesco Robortello
Francesco Robortello o Robertelli (Udine, 9 settembre 1516 – Padova, 18 marzo 1567) è stato un umanista italiano.

## Biografia
La sua acribia filologica lo fece chiamare Canis grammaticus. Professore di filosofia, di retorica, di latino e di greco, insegnò a Lucca, Venezia, Bologna e a Padova, scoprendo e pubblicando importanti testi dell'antichità classica.
I criteri scientifici da lui adottati costituiscono la base della moderna ermeneutica, e i suoi commenti alla Poetica di Aristotele, le In librum Aristotelis de arte poetica explicationes, pubblicate nel 1548, dove corresse la versione latina di Alessandro de' Pazzi dell'opera aristotelica, influirono sulla teoria rinascimentale della scrittura teatrale. In questo scritto, Robortello dà una parafrasi dell'Ars poetica di Orazio e tratta dei diversi generi letterari. Fondamentali sono i suoi studi sulla catarsi tragica, del cui significato, secondo gli studi di Carlo Diano, egli fu il primo scopritore. 
Con le Variorum locorum annotationes del 1543, la De arte, sive ratione corrigendi veteres authores disputatio del 1557, e con la De historica facultate disputatio (1567), entrò in polemica con Carlo Sigonio e con Vincenzo Maggi. Emendò anche diverse edizioni di classici pubblicate da Aldo Manuzio. Tra i suoi allievi si contano Giacomo Zabarella e Jan Kochanowski, poeta in lingua polacca e latina, che esportò in Polonia le idee e le forme letterarie del Rinascimento.

## Opere

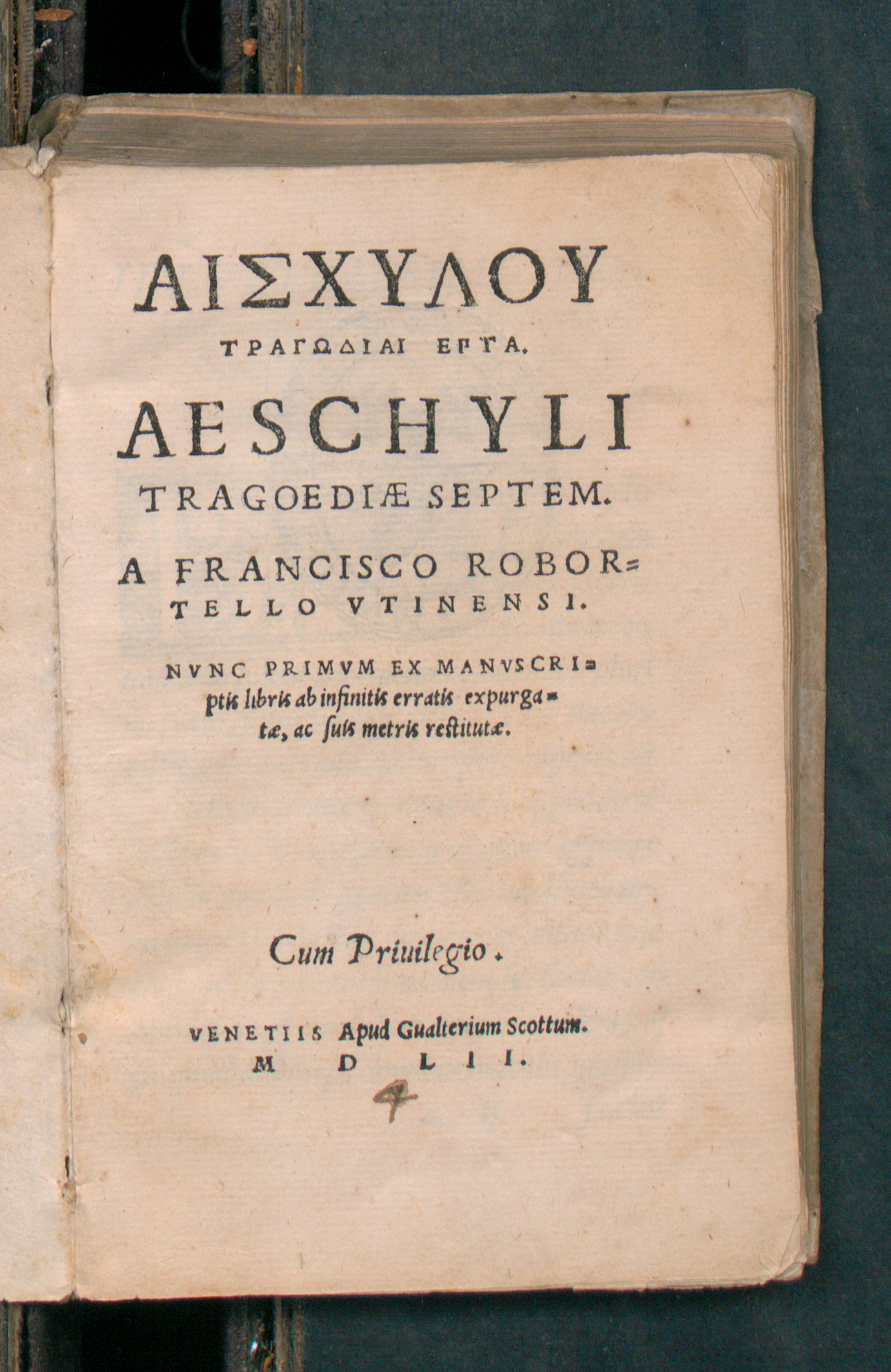
Aeschyli Tragoediae septem. A Francisco Robortello Vtinensi. Nunc primum ex manuscriptis libris ab infinitis erratis expurgatae, ac suis metris restitutae (1552)

- Variorum locorum annotationes, 1543
- De rhetorica facultate, 1548
- In librum Aristotelis de arte poetica explicationes, 1548
- Dionysii Longini, rhetoris praestantissimi, liber de grandi, sive sublimi orationis genere, 1554
- De arte, sive ratione corrigendi veteres authores disputatio, 1557
- Thesaurus criticus, 1557
- De historica facultate disputatio, 1567
- De artificio dicendi, 1567